# Collado Norte

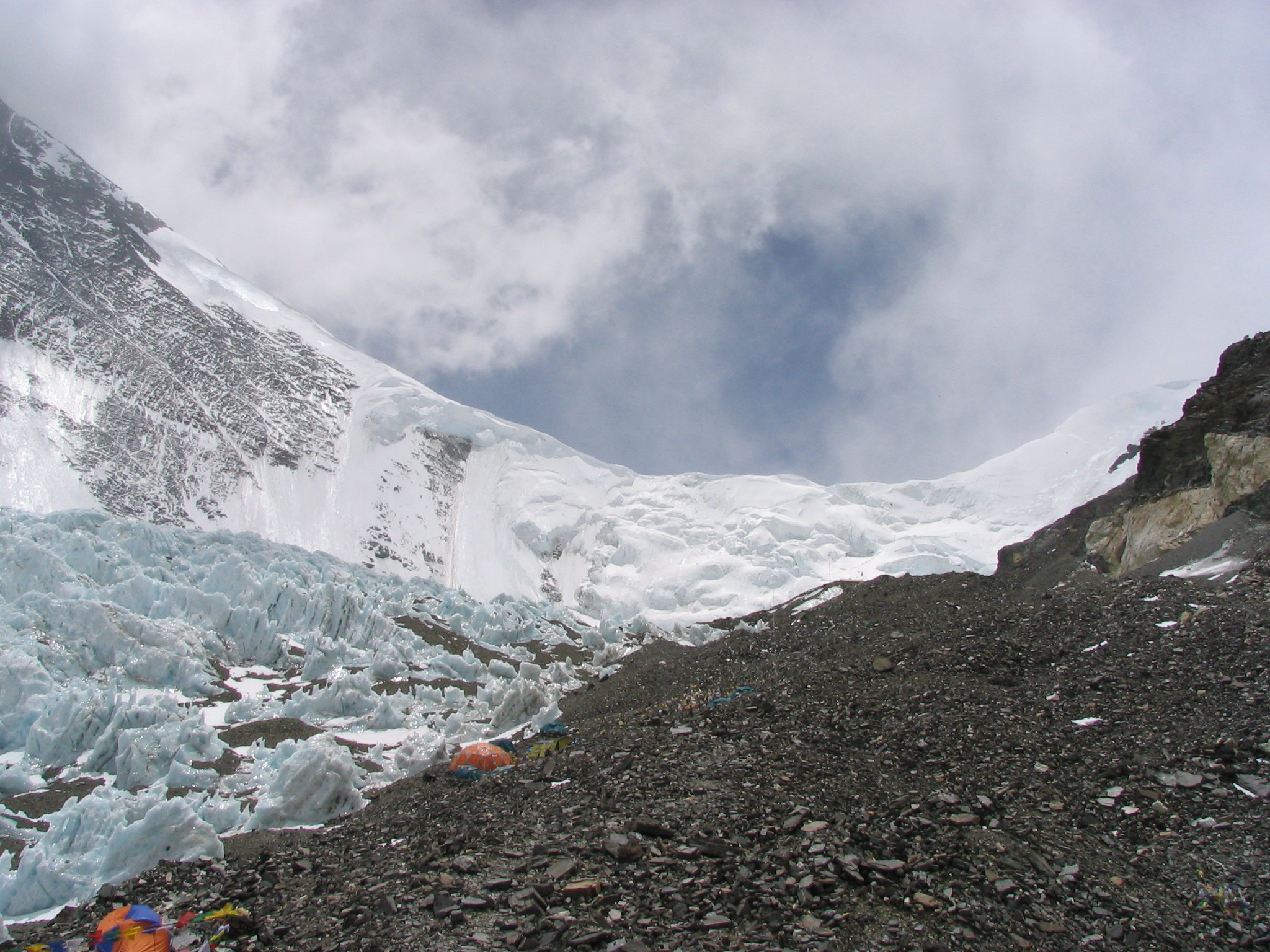
Vista del collado Norte, el punto más bajo de la cresta nevada del centro.

El collado Norte (del inglés: North Col) se refiere al alto collado o paso de montaña que separa el monte Everest y el Changtse, en el Tíbet. También se le conoce como Chang La en tibetano ("paso del norte") o Beiao La (en chino).
El collado Norte se encuentra en la ruta normal de escalada del Everest hacia la arista Norte, la ruta normal de escalada de la montaña por la cara Norte. Sobre el collado se sitúa el primer campamento en altura o campo I (antiguamente llamado campo IV), el primer campamento después del campamento base de avanzada de la cara Norte del monte Everest.
El collado Norte fue alcanzado por primera vez por George Mallory en septiembre de 1921. Esta fue la primera vez que un occidental puso el pie en el monte Everest. El collado Norte fue encontrado por Mallory mientras buscaba rutas de escalada a la cima del monte Everest en la primera expedición británica de reconocimiento del Everest en 1921. Las expediciones posteriores en los años 1920 y 1930 se realizaron a través de este collado.

## Panorama
El siguiente mapa está invertido; el sur está arriba y el norte abajo. El collado Norte está a una altitud menor que el collado Sur, y está más lejos de la cima del Everest.

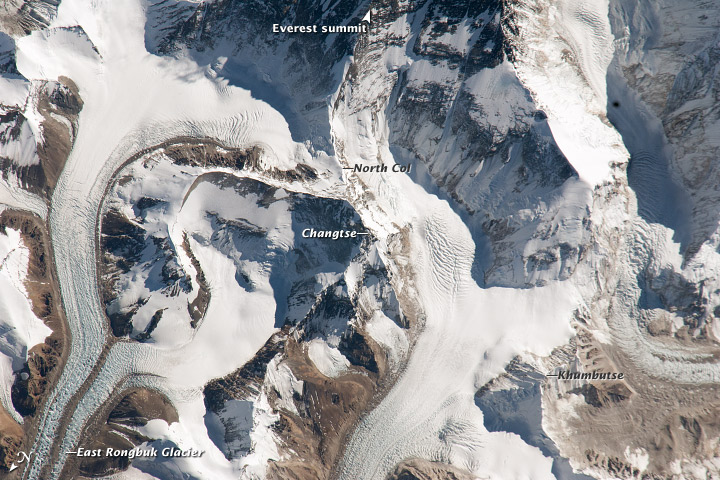
Collado Norte